# أسترود غلبرتو
أسترود إيفانجيلينا فاينرت (بالألمانية: Astrud Evangelina Weinert) واسمها الشهير أسترود غلبرتو (بالبرتغالية: Astrud Gilberto‏) هي مغنية سامبا و بوسا نوفا برازيلية ولدت في يوم 29 مارس 1940 في مدينة سالفادور في البرازيل لأب ألماني وأم برازيلية، بدأت الغناء في سنة 1963 وتزوجت من المغني جواو جيلبيرتو وأخذت إسمه وغنت عدة أغاني باللغات البرتغالية و الإسبانية والفرنسية والألمانية واليابانية والإيطالية والإنجليزية، عرفت غلبرتو بنشاطاتها الإنسانية وأيضاً بدفاعها عن حقوق الحيوان.

## روابط خارجية
- أسترود غلبرتو على موقع IMDb (الإنجليزية)
- أسترود غلبرتو على موقع ميوزك برينز (الإنجليزية)
- أسترود غلبرتو على موقع أول ميوزيك (الإنجليزية)
- أسترود غلبرتو على موقع ديسكوغز (الإنجليزية)
- أسترود غلبرتو على موقع قاعدة بيانات الفيلم (الإنجليزية)